# 唐人墓

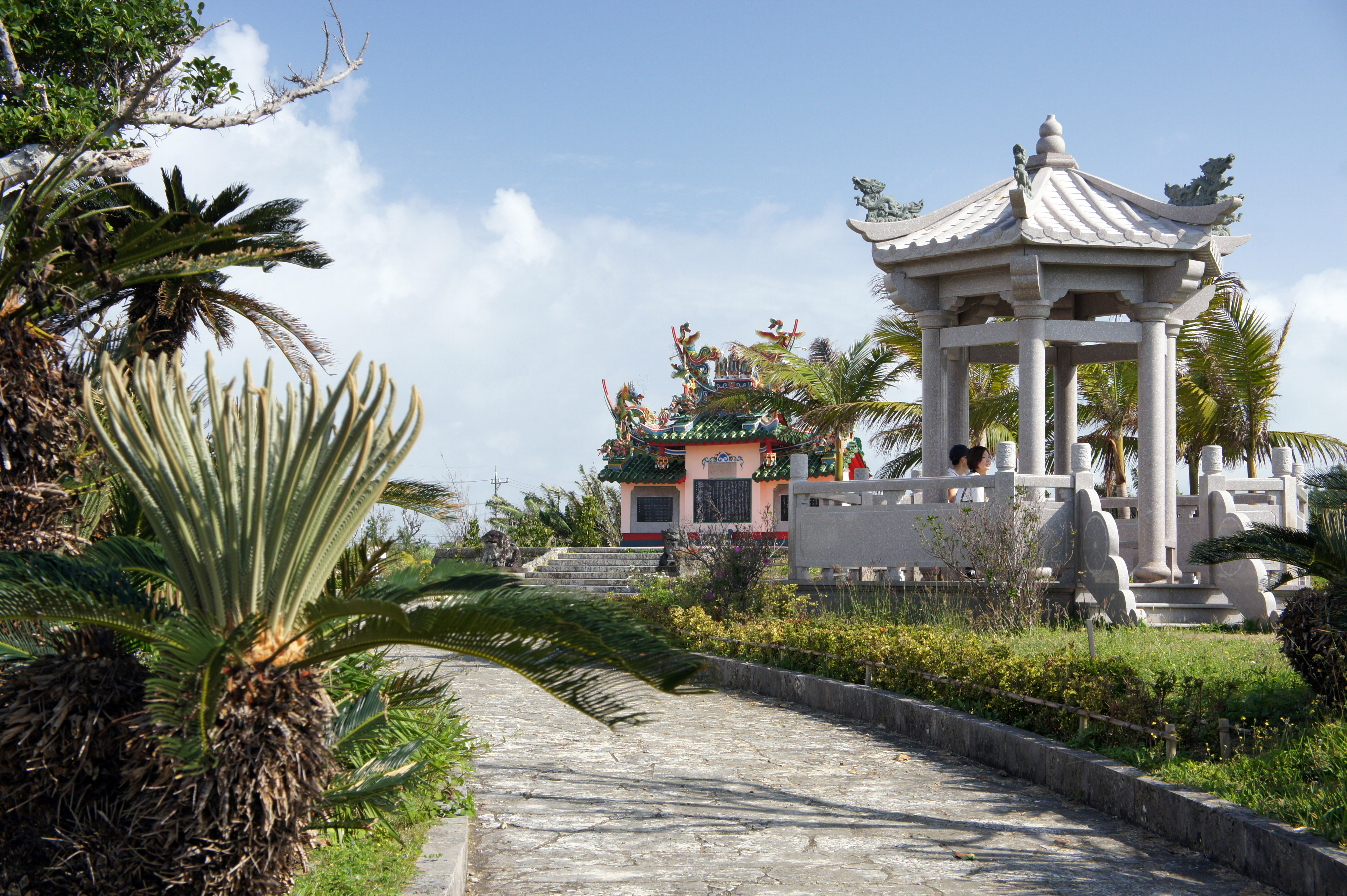
唐人墓

唐人墓是位於日本沖繩縣石垣市觀音崎的華人墓地。在這座墓地裡，埋葬有在羅伯特·包恩號事件中犧牲的華人勞工。

## 历史
根據琉球的官方史書《球陽》記載，羅伯特·包恩號（Robert Bowne）是美國的一艘苦力船。咸豐二年（1852年），該船由清朝的廈門出發，前往美國加州，船上載有華人勞工410人。船長華萊生虐待華工，脅迫華工剪去髮辮。華工不堪其辱，當船到達臺灣島附近的時候，華工發動暴動，殺死船長、大副和四名水手，控制了這艘船隻，向廈門返航。途中遭遇逆風，漂泊到了琉球國的石垣島，380名華工不得不登陸該島。八重山的官員不知道詳情，僅僅只知道是來自於清朝的漂流難民，因此將他們安置在崎枝村的赤崎，後來移往富崎。
然而，羅伯特·包恩號又離礁駛往廈門，船上的水手將華工暴動一事告知美國領事。同年，兩隻英國船隻受到美國的雇傭來到石垣島，200多名武裝士兵登陸該島，將在島上避難的一些華工射殺或逮捕，3月23日離島。4月4日，一隻美國船隻又來到該島，100多名士兵上陸兵搜捕華工，4月12日押解被捕華工離島。倖免于難的華工受到了琉球王府的保護，重新聚集於收容所。翌年9月29日，琉球國王尚泰向清朝送呈諮文，將華工172人遣返回國。其間有華工病死、自殺或失蹤，到達福州柔遠驛者只有128名。在石垣島死去的華工，則由當地官員葬于觀音崎附近，共計300餘人，統稱三百唐人墓。
唐人墓經過沖繩島戰役戰火的洗禮，已經殘破不堪。1971年（昭和46年），石垣島島民和當地華僑出資重修了該墓。原墓葬的陶制墓碑收藏於八重山博物館。

## 外部連結
- （简体中文） 日本石垣岛唐人墓[永久]
- （日語） 唐人墓